# ベニモンアゲハ
ベニモンアゲハ（紅紋揚羽、 Pachliopta aristolochiae）は、アゲハチョウ科に属するチョウの一種。熱帯アジアに広く分布するチョウで、和名通り後翅に鮮やかな赤の斑点が並ぶ。

## 特徴
成虫は前翅長40-55ミリメートル、開長約80ミリメートルほどで、アゲハチョウとしては小型である。翅は黒いが、後翅の中央に白の大きな斑点があり、その周囲に鮮やかな赤-ピンク色の斑点が並んでおり、和名はここに由来する。後翅の斑点は、表側よりも裏側の方が大きく鮮やかである。また、翅だけでなく体側も赤い。雌雄の判別は分かりにくいが、雌のほうが全体的に色がくすんでいる。
インドから東南アジアにかけての熱帯域に生息する。日本にはそもそも分布しておらず、南方からきた迷蝶として八重山諸島で時々記録されていたが、1968年（昭和43年）ごろから土着し始めた。以後1972年（昭和47年）頃には宮古諸島、20世紀末に沖縄本島、21世紀初頭の時点では奄美群島まで分布を広げている。この分布域の広がりには地球温暖化の影響が指摘されている。
幼虫はジャコウアゲハの幼虫に酷似するが､ジャコウアゲハは第3･4･7腹節が白色なのに対し、本種は第3腹節のみが白い。自然界では有毒植物であるウマノスズクサ科（Aristolochiaceae）のコウシュンウマノスズクサ（宮古島）、リュウキュウウマノスズクサ（八重山列島）を食草とするが、人工飼育下では他のウマノスズクサも食草とする。ただし、生育途中で与える食草を変えると死ぬ事がある。
蛹もジャコウアゲハによく似ているが、ジャコウアゲハが中胸に朱色の紋があるのに対し本種は無地のままである。周年発生しているが、とくに冬から春にかけてが成虫個体数のピーク。越冬する場合は蛹。成虫は花によく訪れ、吸水には来ない。

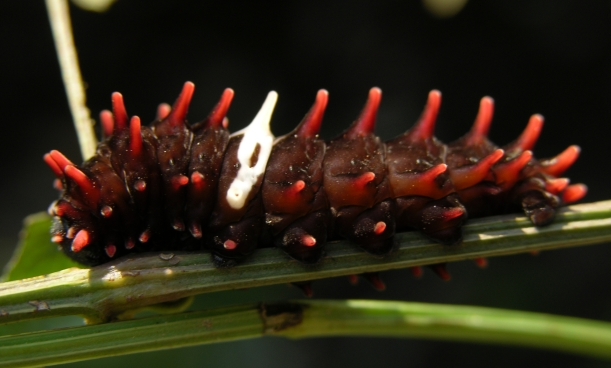
幼虫
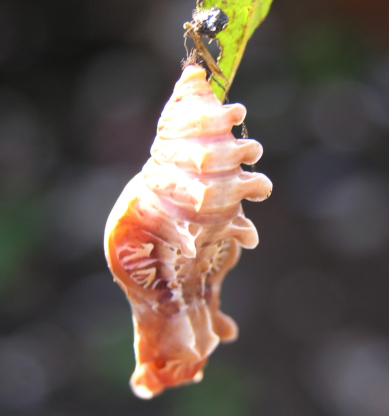
蛹
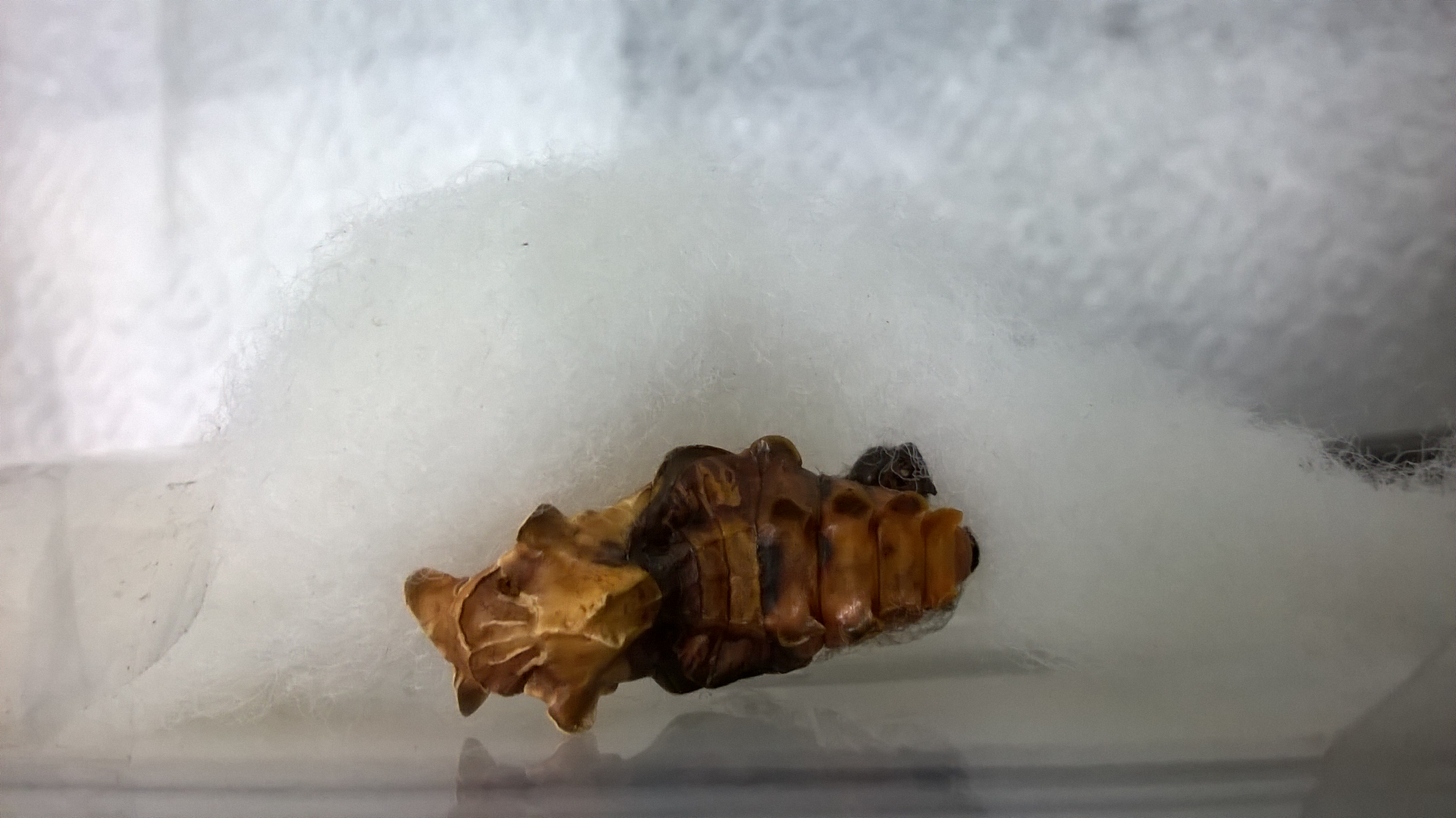

## シロオビアゲハ

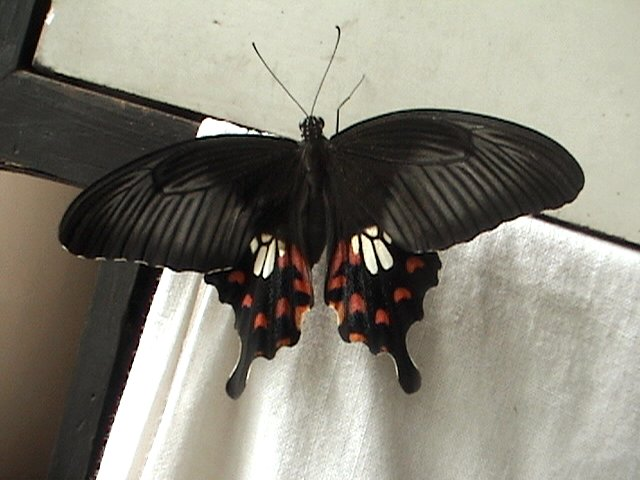
シロオビアゲハ・ベニモン型のメス

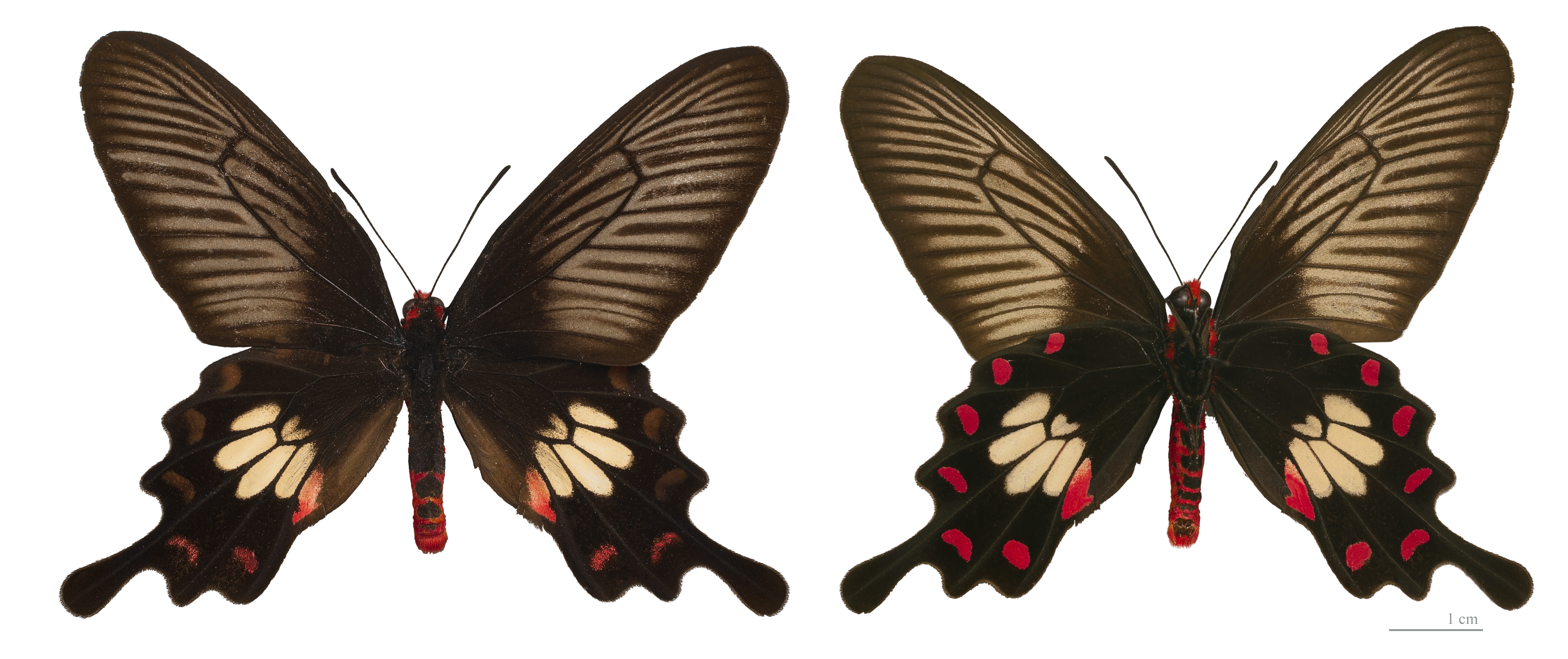

ベニモンアゲハは幼虫時の食草であるウマノスズクサ類からアルカロイドを取りこんで毒化し、敵から身を守る。ベニモンアゲハの鮮やかな体色は毒を持つことを周囲に示す警戒色である。
シロオビアゲハ Papilio polytes は、ミカン類を食草にする無毒種だが、この種の雌は遺伝的に多型で、地域によって様々な模様を持つ。それらの中には「ベニモン型」と呼ばれる体色のタイプが存在し、自らの体色を有毒種のベニモンアゲハに似せて敵から身を守っている。この例をベイツ型擬態と呼ぶ。雌の中におけるベニモン型の割合はベニモンアゲハの生息数が多い地域ほど高くなる傾向にある。またベニモン型の雌には変異があり、後翅の白斑がまったくない個体もいる。
ベニモンアゲハとシロオビアゲハはどちらも分布が広く、地域による個体差も激しい。